# محمد سراج (نماینده مجلس)
محمد سراج (زاده ۱۳۴۴ فیروزکوه) سیاستمدار ایرانی و نماینده دوره دوازدهم مجلس شورای اسلامی از حوزه انتخابیه تهران، ری، شمیرانات، اسلامشهر و پردیس است.
سراج در مرحله دوم انتخابات با ۲۴۸۹۲۷ رأی منتخب مجلس دوازدهم شد.